# Vùng đối lưu

Cấu trúc của Mặt Trời, với vùng đối lưu, vùng bức xạ và một số vùng khác.

Vùng đối lưu (convection zone) trong cấu tạo một ngôi sao là một lớp không ổn định do sự đối lưu, trong đó năng lượng được vận chuyển chủ yếu hoặc một phần bởi đối lưu. Nó khác với vùng bức xạ, nơi năng lượng được vận chuyển bởi sự bức xạ và dẫn nhiệt.
Đối lưu sao bao gồm sự chuyển động khối của plasma bên trong ngôi sao, thường tạo thành một dòng đối lưu tuần hoàn với plasma nóng nổi lên và plasma nguội chìm xuống.

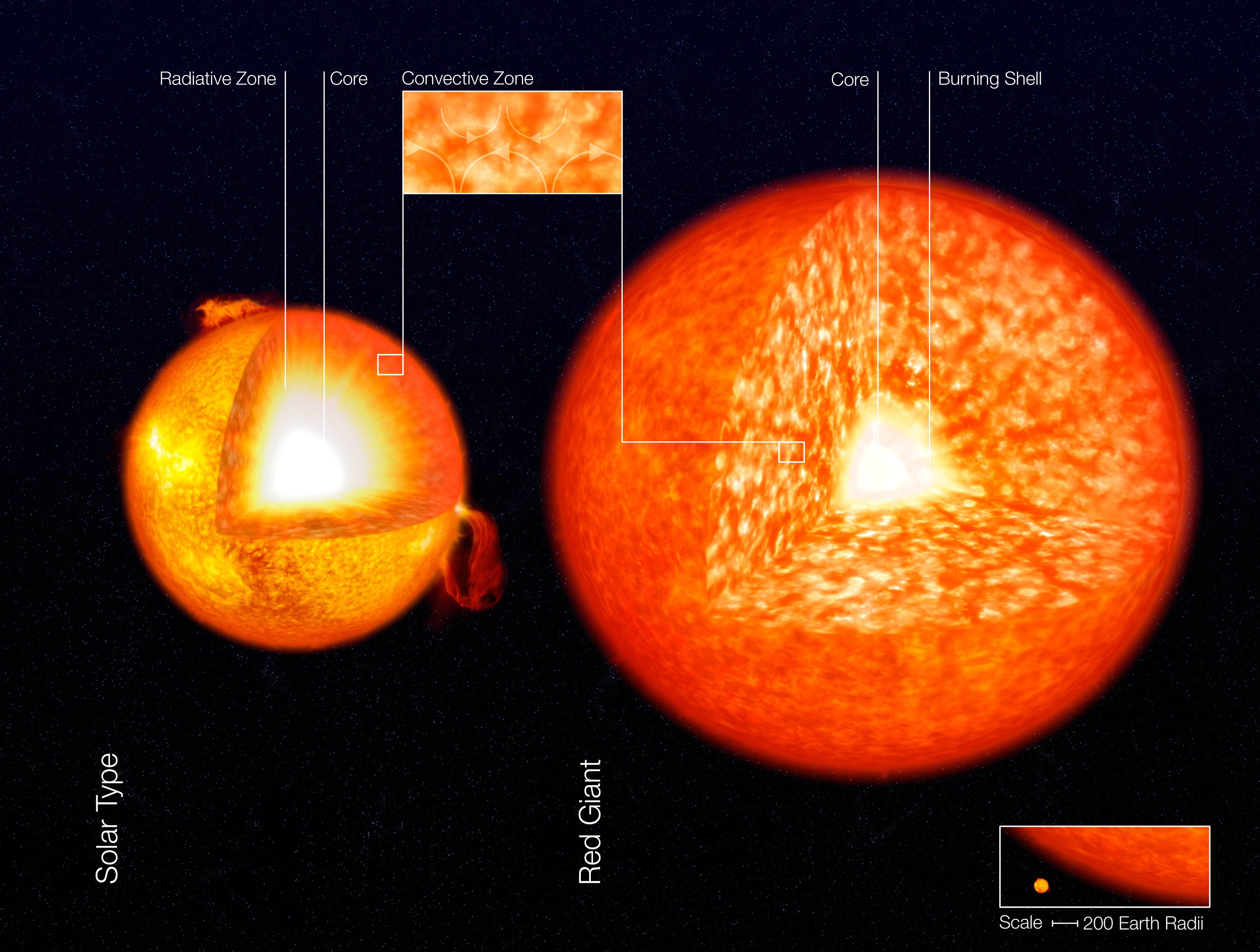
Một minh họa về cấu trúc của Mặt Trời so với một ngôi sao khổng lồ đỏ, cho thấy các vùng đối lưu của chúng. Đó là các vùng dạng hạt ở những lớp phía ngoài của các ngôi sao.

Tiêu chuẩn Schwarzschild mô tả điều kiện mà một vùng của một ngôi sao cân bằng dưới sự đối lưu. Một khối chất khí mọc lên sẽ ở trong một môi trường áp suất thấp hơn nơi nó xuất phát. Kết quả là, khối chất khí sẽ giãn nở và nguội đi. Nếu khối chất khí mọc lên bị làm nguội đến một nhiệt độ thấp hơn vùng xung quanh nó, do đó nó có mật độ cao hơn chất khí xung quanh, thì sự mất sức nổi sẽ khiến cho nó bị chìm xuống nơi nó xuất phát. Tuy nhiên nếu gradien nhiệt độ là đủ lớn (tức là nhiệt độ xung quanh thay đổi nhanh chóng theo khoảng cách từ trung tâm của ngôi sao), hoặc nếu chất khí có nhiệt dung rất lớn (tức là nhiệt độ của nó thay đổi khá chậm khi nó nở ra) thì khối chất khí sẽ tiếp tục ấm hơn và có mật độ thấp hơn xung quanh ngay cả sau khi giãn nở và nguội đi. Sức nổi của nó sẽ khiến cho nó tiếp tục nổi lên. Vùng trong ngôi sao mà điều này xảy ra là vùng đối lưu.

## Sao dãy chính
Trong các sao dãy chính với khối lượng lớn hơn 1,3 lần khối lượng Mặt Trời, nhiệt độ lõi sao cao gây ra phản ứng nhiệt hạch chuyển đổi hydro thành heli xảy ra chủ yếu thông qua chu trình carbon-nitơ-oxy (CNO) thay vì phản ứng chuỗi proton-proton kém nhạy với nhiệt độ hơn. Gradien nhiệt độ cao trong vùng lõi tạo ra một vùng đối lưu từ từ trộn lẫn nhiên liệu hydro với sản phẩm heli. Vùng đối lưu lõi của các sao này được bao phủ bởi một vùng bức xạ, nơi ở trong trạng thái cân bằng nhiệt và có ít hoặc không có sự pha trộn. Với đa số sao có khối lượng lớn, vùng đối lưu có thể kéo dài từ phần lõi ra tận bề mặt.
Với các sao dãy chính có khối lượng thấp hơn 1,3 khối lượng Mặt Trời, lớp ngoài của ngôi sao gồm một khu vực mà sự ion hóa một phần của hydro và heli làm tăng nhiệt dung. Nhiệt độ khá thấp ở vùng này khiến cho độ trong suốt đối với bức xạ của các nguyên tố nặng hơn đủ cao để tạo ra gradient nhiệt độ lớn. Sự kết hợp những điều kiện này tạo thành một vùng đối lưu bên ngoài, có thể thấy được phần trên của nó trên Mặt Trời dưới dạng các hạt. Các sao dãy chính với khối lượng thấp hơn nữa, chẳng hạn các sao lùn đỏ dưới 0,35 khối lượng Mặt Trời, cũng như các tiền sao dãy chính trên đường Hayashi, hoàn toàn là đối lưu và không có vùng bức xạ.
Đối với các sao dãy chính tương tự Mặt Trời, tức là có phần lõi bức xạ và phần bao ngoài đối lưu, lớp chuyển tiếp giữa vùng bức xạ và vùng đối lưu được gọi là tachocline hay lớp dị biệt.

## Sao khổng lồ
Ở các sao khổng lồ đỏ, và đặc biệt là trong giai đoạn nhánh tiệm cận khổng lồ, vùng đối lưu bề mặt thay đổi theo chiều sâu trong các giai đoạn đốt cháy lớp vỏ. Điều này gây ra các sự kiện dredge-up, tức là những vùng đối lưu tồn tại trong thời gian ngắn nhưng rất sâu, vận chuyển sản phẩm nhiệt hạch tới bề mặt của sao.